# Sergio Mantovani
Sergio Mantovani (Cusano Milanino; 22 de mayo de 1929-Milán; 23 de febrero de 2001) fue un piloto de automovilismo italiano. Participó en ocho Grandes Premios de Fórmula 1, debutando el 13 de septiembre de 1953. Participó en siete de esas carreras, todas con Maserati. Sus mejores resultados fueron dos finales en quinto lugar y anotó un total de 4 puntos de campeonato. En eventos de F1 que estuvieron fuera del campeonato, terminó tercero en los Grandes Premios de Siracusa y Roma en 1954.
Después de perder una pierna en un accidente durante la práctica del Gran Premio de Valentino en 1955, Mantovani se retiró y se involucró con la Comisión Deportiva Italiana.

## Resultados

### Fórmula 1
(Clave) (negrita indica pole position) (cursiva indica vuelta rápida)

| Año     | Escudería                 | 1      | 2   | 3     | 4       | 5   | 6     | 7     | 8     | 9       | Pos. | Puntos |
| ------- | ------------------------- | ------ | --- | ----- | ------- | --- | ----- | ----- | ----- | ------- | ---- | ------ |
| 1953    | Officine Alfieri Maserati | ARG    | 500 | NED   | BEL     | FRA | GBR   | GER   | SUI   | ITA 7†  | NC   | 0      |
| 1954    | Officine Alfieri Maserati | ARG    | 500 | BEL 7 | FRA DNS | GBR | GER 5 | SUI 5 | ITA 9 | ESP Ret | 16.º | 4      |
| 1955    | Officine Alfieri Maserati | ARG 7† | MON | 500   | BEL     | NED | GBR   | ITA   |       |         | NC   | 0      |
| Fuente: |                           |        |     |       |         |     |       |       |       |         |      |        |